# UDUB
El Partido Democrático de los Pueblos Unidos (somalí:Ururka Dimuqraadiga Ummadda Bahawday), abreviado UDUB, fue uno de los tres partidos políticos de Somalilandia. Fue fundado por el presidente Ibrahim Egal en julio de 2001 durante la preparación de las elecciones, inicialmente previstas para diciembre de 2001, pero luego aplazadas. Se disolvió en diciembre de 2011 y sus miembros se unieron a otros partidos políticos. Dos de los primeros 3 presidentes de Somalilandia eran de este partido. El partido solía contar con el apoyo de algunos subclanes del Dir.
En las elecciones presidenciales del 14 de abril de 2003, su candidato Dahir Riyale Kahin obtuvo el 42,1% del voto popular y resultó elegido.
Según los resultados finales de las elecciones parlamentarias de 2005, la UDUB obtuvo el 39,0% de los votos y 33 de 82 escaños, mientras que los dos partidos de oposición UCID y Kulmiye obtuvieron el resto de los escaños.